# Јужни Судан на Светском првенству у атлетици на отвореном 2019.
Јужни Судан је учествовао на 17. Светском првенству у атлетици на отвореном 2019. одржаном у Дохи од 27. септембра до 6. октобра други пут. Репрезентацију Јужног Судана представљао је 1 атлетичар који се такмичио у трци на 1.500 метара.,
На овом првенству такмичар Јужног Судана није освојио ниједну медаљу нити је остварио неки резултат.

## Учесници
Мушкарци:
- Јач Мајок Кун Вол — 1.500 метара

## Резултати

### Мушкарци
| Атлетичар         | Дисциплина | Лични рекорд | Квалификације | Квалификације | Полуфинале           | Полуфинале           | Финале               | Финале       | Детаљи |
| Атлетичар         | Дисциплина | Лични рекорд | Резултат      | Место         | Резултат             | Место                | Резултат             | Место        | Детаљи |
| ----------------- | ---------- | ------------ | ------------- | ------------- | -------------------- | -------------------- | -------------------- | ------------ | ------ |
| Јач Мајок Кун Вол | 1.500 м    | 3:46,11      | 3:46,24       | 14. у гр. 3   | Није се квалификовао | Није се квалификовао | Није се квалификовао | 40 / 43 (45) |        |